# Дом М. Солопова
Дом М. Солопова — ростовский памятник градостроительства и архитектуры. Здание расположено на улице Мясникова в историческом районе Нахичевань. Построено в начале XX века. С 1998 года зданию присвоен статус объекта культурного наследия России регионального значения.
Архитектурно здание представляет собой особняк в стиле эклектики с элементами неоренессанса, характерный для городской застройки конца XIX — начала XX века. Фасад отличается асимметрией и богатым декором: центральный вход оформлен монументальным портиком с фронтоном, поддерживаемым массивными пилястрами; арочный входной проём украшен лепными деталями. Левый угловой объём выделяется круглой башней с куполом, декорированным чешуйчатой отделкой. Оконные проёмы второго этажа имеют арочную форму с лепными замковыми камнями, верхняя часть стен украшена фризом с декоративными элементами, а карниз дополнен модульонами.